# 托馬斯·科尼斯
托馬斯·科尼斯（荷蘭語：Thomas Koenis，1989年12月11日—），荷蘭籃球運動員，現在效力於荷蘭球隊Donar。他也代表荷蘭國家男子籃球隊參賽。